# Eburodacrys mcgavini
Eburodacrys mcgavini es una especie de escarabajo longicornio del género Eburodacrys, tribu Eburiini, subfamilia Cerambycinae. Fue descrita científicamente por Pett en 2019.

## Descripción
Mide 17,3 milímetros de longitud.

## Distribución
Se distribuye por Paraguay.